# Stanley Cup 2004
La finale della Stanley Cup 2004 è stata una serie al meglio delle sette gare che ha determinato il campione della National Hockey League per la stagione 2003-04. Al termine dei playoff i Tampa Bay Lightning, campioni della Eastern Conference, si sfidarono contro i Calgary Flames, campioni della Western Conference. I Lightning nella serie finale di Stanley Cup usufruirono del fattore campo, in virtù del maggior numero di punti ottenuti nella stagione regolare, 106 punti contro i 94 dei Flames. La serie iniziò il 25 maggio e finì il 7 giugno con la conquista da parte dei Lightning della Stanley Cup per 4 a 3.
Per Tampa si trattò della prima apparizione assoluta alle finali di Stanley Cup, dopo essere stata creata 12 anni prima come expansion-team. Per Calgary si trattò invece della terza presenza, la prima dopo il quinto titolo conquistato nel 1989. Tampa sconfiggendo Calgary vinse la prima Stanley Cup della franchigia, diventò la sesta formazione a vincere il titolo alla prima apparizione nelle finali dalla fine dell'era delle Original Six nel 1967, portando il trofeo nel punto più meridionale degli Stati Uniti fino ad allora. Inoltre per la prima volta dal 1945 la squadra capace di segnare per prima in ciascuno dei sette incontri disputati fu in grado di vincere la partita. I Flames eguagliarono il record di 26 partite disputate nei playoff, già raggiunto dai Flyers nel 1987, tuttavia anch'essi usciti sconfitti dalla finale ad opera degli Edmonton Oilers. Le 11 sconfitte nei playoff dei Flames eguagliarono un altro record detenuto anche dai Flyers del 1987 e dai Los Angeles Kings del 1993. Il proprietario dei Lightning Bill Davidson diventò il primo proprietario di franchigie sportive americane a vincere due campionati differenti nella stessa stagione. Otto giorni il successo nella finale NHL i Detroit Pistons, squadra della NBA, conquistò il terzo titolo della sua storia sconfiggendo nella serie finale i Los Angeles Lakers per 4-1.
Al termine della serie il centro canadese Brad Richards fu premiato con il Conn Smythe Trophy, trofeo assegnato al miglior giocatore dei playoff NHL.

## Contendenti

### Tampa Bay Lightning
Per i Tampa Bay Lightning si trattò della prima apparizione in assoluto in finale fin dalla creazione della franchigia nel 1992. I Lightning conclusero la stagione regolare vincendo il titolo della Eastern Conference con 106 punti, oltre al secondo titolo consecutivo della Southeast Division. Al primo turno dei playoff sconfissero i New York Islanders per 4-1 ed i Montreal Canadiens per 4-0. Nella finale di Conference invece ebbero la meglio sui Philadelphia Flyers per 4-3, qualificandosi così per la prima volta alla finale della Stanley Cup.

### Calgary Flames
Per i Calgary Flames si trattò della terza apparizione nella finale, la prima dopo il loro unico successo avvenuto nel 1989, così come fu la prima apparizione finale di una squadra canadese dal 1994, quando i Vancouver Canucks vennero sconfitti dai New York Rangers. I Flames conclusero al sesto posto la Western Conference con 94 punti. Al primo turno sconfissero i Vancouver Canucks campioni della Northwest Division per 4-3 e poi Detroit Red Wings per 4-2. Nella finale di Conference si imposero sui San Jose Sharks per 4-2 qualificandosi per la finale della Stanley Cup.

## Serie

### Gara 1
| Arbitri: | Bill McCreary Stephen Walkom |

|                                                    |           |                 |
| Gelinas 03:02 Iginla 35:21 Yelle 38:08 Simon 59:40 | Marcatori | 44:13 St. Louis |

### Gara 2
| Arbitri: | Kerry Fraser Brad Watson |

|                |           |                                                            |
| Nieminen 52:21 | Marcatori | 07:10 Fedotenko 22:51 Richards 24:00 Boyle 45:58 St. Louis |

### Gara 3
| Arbitri: | Bill McCreary Stephen Walkom |

|  |           |                                        |
|  | Marcatori | 33:53 Simon 37:09 Donovan 48:28 Iginla |

### Gara 4
| Arbitri: | Kerry Fraser Brad Watson |

|                |           |  |
| Richards 02:48 | Marcatori |  |

### Gara 5
| Arbitri: | Bill McCreary Stephen Walkom |

|                                           |           |                             |
| Gelinas 02:13 Iginla 35:10 Saprykin 74:48 | Marcatori | 19:26 St. Louis 40:37 Modin |

### Gara 6
| Arbitri: | Bill McCreary Stephen Walkom |

|                                       |           |                          |
| Richards 24:17, 30:52 St. Louis 80:33 | Marcatori | 29:05 Clark 37:49 Nilson |

### Gara 7
| Arbitri: | Bill McCreary Stephen Walkom |

|              |           |                        |
| Conroy 49:21 | Marcatori | 13:31, 34:38 Fedotenko |

## Roster dei vincitori
| Vincitori della Stanley Cup 2004 Tampa Bay Lightning | Portieri: Nikolaj Chabibulin, John Grahame Difensori: Stanislav Neckář, Jassen Cullimore, Pavel Kubina, Cory Sarich, Dan Boyle, Brad Lukowich, Darren Rumble, Nolan Pratt, Darryl Sydor Attaccanti: Vincent Lecavalier (A), Ben Clymer, Martin Cibák, Eric Perrin, Chris Dingman, Ruslan Fedotenko, Brad Richards, Dave Andreychuk (C), Martin St. Louis, Tim Taylor, Dmitrij Afanasenkov, Fredrik Modin (A), Andre Roy, Cory Stillman Staff Tecnico: John Tortorella (Allenatore), Craig Ramsay (Ass. allenatore), Jeff Reese (Ass. Allenatore) |